# Onkel Wanja (1970)
Onkel Wanja ist ein sowjetischer Spielfilm aus dem Jahr 1970. Der Film entstand nach dem gleichnamigen Theaterstück von Anton Tschechow.

## Handlung
Professor Serebrjaków kommt gemeinsam mit seiner jungen Ehefrau Jeléna Andréjewna auf den Landsitz, den er von seiner ersten Frau geerbt hat. Seit Jahren wird dieser von Serebrjakóws Tochter Sonja und ihrem Onkel Wanja geführt und seitdem das schwer verdiente Geld dem Professor geschickt. Die Anwesenheit des rheumakranken Gelehrten führt zu emotionaler Unruhe bei den Bewohnern des Landhauses. Wanjas Mutter María Wassíljewna schwärmt für den Professor, während Wanja und Dr. Ástrow sich ihrer verpassten Lebenschancen gewahr werden. Sonja liebt seit Jahren den Arzt und Naturschützer Ástrow. Nun versucht sie, ihm ihre Liebe zu vermitteln. Sie ersucht ihre Stiefmutter Jeléna Andréjewna zu vermitteln. Ihr gibt Ástrow jedoch zu verstehen, dass er Sonja nicht liebe. Die intime Unterhaltung endet in einer heftigen Umarmung und Küssen, bei denen sie von Onkel Wanja überrascht werden.
Professor Serebrjaków lädt die Hausbewohner zu einer Ankündigung ein. Er teilt ihnen mit, dass er beschlossen habe, das Gut zu verkaufen. Von dem Erlös möchte er eine Datsche in Finnland kaufen. Wanja widerspricht dem Entschluss energisch. In der Auseinandersetzung versucht Wanja auf seinen Schwager zu schießen, schießt jedoch daneben. Serebrjaków macht seinen Entschluss rückgängig und reist noch am gleichen Tag mit seiner Ehefrau ab. Alles bleibt beim alten. Sonja und Wanja kehren zurück zur alltäglichen Arbeit.

## Kritiken
„Atmosphärisch sehr dichte Verfilmung des gleichnamigen Bühnenstückes von Tschechow, die das Bild einer kranken Gesellschaft zeichnet, aber nicht ohne Hoffnung bleibt. Subtil inszeniert und einfühlsam gespielt.“

## Auszeichnungen
Der Film nahm 1971 am Wettbewerb des Festival Internacional de Cine de Donostia-San Sebastián teil und wurde mit einer silbernen Muschel ausgezeichnet. 1973 wurde Andrei Michalkow-Kontschalowski für diesen Film und zwei weitere als bester ausländischer Regisseur mit dem finnischen Filmpreis ausgezeichnet.